# 1464 en Angleterre
Chronologie de l'Angleterre
- 1460
- 1461
- 1462
- 1463
- 1464
- 1465
- 1466
- 1467
- 1468

Cette page concerne l'année 1464 du calendrier julien.

## Naissances en 1464
- 10 janvier : John Islip, abbé
- 23 avril : Robert Fayrfax, compositeur
- Date inconnue :
  - Edward Blount, 2e baron Mountjoy (en)
  - John Ernley, procureur général
  - Thomas Magnus, archidiacre du Yorkshire de l'Est
  - Robert Wingfield, diplomate

## Décès en 1464
- 25 avril : Ralph Percy, chevalier
- 15 mai : Henri Beaufort, 2e duc de Somerset
- 17 mai : 
  - Robert Hungerford, 3e baron Hungerford
  - Thomas de Ros, 9e baron de Ros
  - Thomas Fynderne, chevalier
- 18 mai : Philip Wentworth, chevalier
- 26 mai : William Tailboys, 7e baron Kyme
- 6 juin : Edward Brooke, 6e baron Cobham
- 10 juillet : Ralph Grey, chevalier
- 12 août : John Capgrave, hagiographe et théologien
- 12 septembre : William Booth, archevêque d'York
- 24 septembre : John Clinton, 5e baron Clinton (en)
- 24 novembre : Thomas Parr, member of Parliament pour le Westmorland
- 20 décembre : John Seymour, chevalier
- Date inconnue :
  - James Blakedon, évêque de Bangor
  - John Brompton, moine et chroniqueur